# Junta de la Comisión Naval Anglo-Francesa
La Junta de la Comision Naval Anglo-Francesa estuvo a cargo del territorio de las Nuevas Hébridas en el período entre 1887 y 1889 y nuevamente entre 1890 y 1906. Fue suspendido brevemente por la constitución del Estado independiente no reconocido de Franceville.

## Historia
Durante el siglo XIX, muchos colonos australianos, británicos, franceses y alemanes se asentaron en el territorio de las Nuevas Hébridas.
En 1878, el Reino Unido y Francia declararon todas las Nuevas Hébridas como territorio neutral.
Las Nuevas Hébridas se convirtieron en un territorio neutral bajo la jurisdicción laxa de la Comisión, establecida por una Convención el 16 de octubre de 1887, con el único propósito de proteger a los ciudadanos franceses y británicos, pero no reclamó jurisdicción sobre asuntos nativos internos.